# Ательє Мендіні
Ательє Мендіні — Це студія дизайну та архітектури, що розташована в Мілані, Італія. Вона була заснована у 1989 році двома братами-архітекторами Алессандро та Франческо Мендіні. Ательє об'єднує різних професіоналів, зокрема архітекторів, графічних дизайнерів і промислових дизайнерів. Також має спеціальний відділ, присвячений дослідженню проектів та експериментам з матеріалами.. 

## Ательє
Алессандро та Франческо Мендіні разом відкрили та керували Ательє Мендіні у 1989 році. З 2000 року до команди приєдналися молодші партнери Андреа Бальзарі, Бруно Грегорі, Алекс Моціка та Емануела Морра. Алессандро Мендіні спеціалізується на предметах, меблях, концептуальних інтер'єрах, картинах, інсталяціях та архітектурі, тоді як Франческо Мендіні відповідає за архітектурні проекти та виставки в ательє.
Ательє Мендіні здобуло популярність завдяки видатній діяльності своїх засновників, Алессандро та Франческо Мендіні, ще до відкриття ательє. Алессандро Мендіні вважається однією з ключових фігур сучасного дизайну, відомим своїм критичним аналізом постмодерного дизайну та редизайну з 1970-х років.   Він створив і опублікував різноманітні роботи, які відкрили нові горизонти в дизайні, який ми знаємо сьогодні. Франческо Мендіні також активно працював над численними архітектурними та містобудівними проектами в Італії та за її межами.

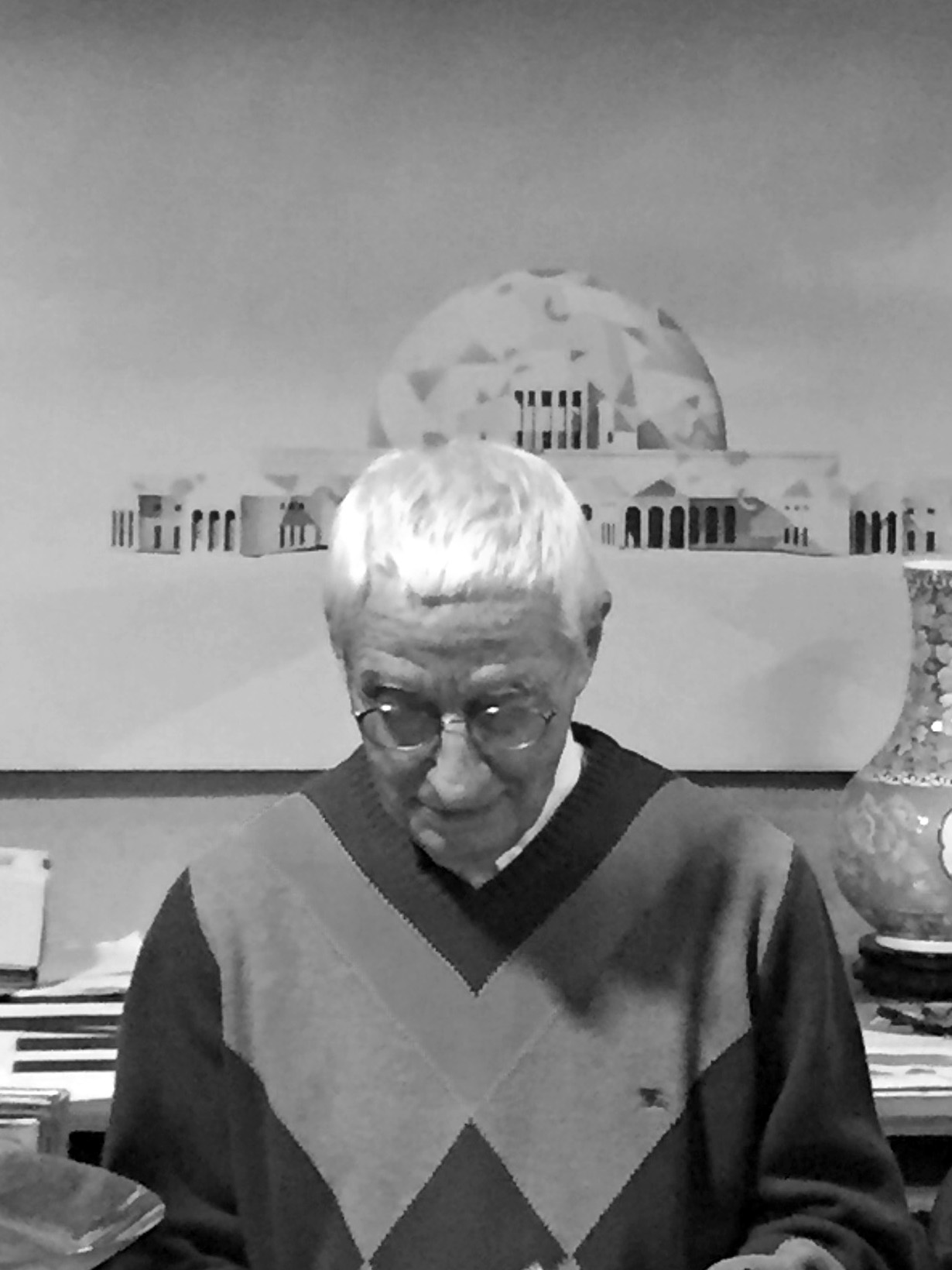
Алессандро Мендіні у своїй майстерні

### Алессандро Мендіні
Алессандро Мендіні з'явився на світ у Мілані, Італія, у 1931 році. У 1959 році він завершив навчання, здобувши диплом архітектора уПолітехнічному університеті Мілана,Він розпочав свою кар'єру дизайнера під керівництвом Марчелло Ніццолі, італійського художника, дизайнера та архітектора. Алессандро вважається однією з ключових фігур у дизайні двадцятого століття. Він створив безліч важливих робіт, включаючи публікації, графіку, меблі, інтер'єри, архітектуру та написав кілька книг. У 1979 році він став першим членом Studio Alchimia, а в 1982 році — співзасновником Domus Academy. Крім того, він керував журналами Casabella, Modo та Domus.

### Франческо Мендіні
Франческо Мендіні народився в Мілані, Італія, у 1939 році. Він розпочав свою кар'єру в Nizzoli Associates. Основну увагу Франческо приділяє індустріалізації та інженерії у будівництві. Він працює консультантом для різних будівельних дослідницьких бюро та Національної дослідницької ради в Італії.

## Проекти
Ательє працювало з клієнтами більш ніж у тридцяти країнах, серед їхніх відомих проектів — вежа у Хіросімі, Японія ; Музей Гронінгера в Нідерландах; фабрика Alessi в Омезі; а також консультування з міського планування для кількох міст у Кореї. Вони також здобули популярність завдяки дизайну об'єктів, меблів, інтер'єрів, живопису та інсталяцій, переважно під керівництвом Алессандро Мендіні. Проекти включають співпрацю з Alessi, Philips, Cartier, Swatch, Hermès і Venini .
Повний список проектів Алессандро та Франческо Мендіні до і після заснування Ательє Мендіні можна знайти в архіві Atelier .

### Відомі проекти
- Torre Paradiso, Хіросіма, Японія 1988
- Groninger Museum, Groningen, Нідерланди 1988–1994
- Museo del Casalingo - Forum Megna, 1996
- Parrot Corkscrews для Alessi 2013